# János Feketeházy
János Feketeházy [ˈjaːnoʃ ˈfɛkɛtɛhaːzi] (* 16. Mai 1842 in Vágsellye, Königreich Ungarn; † 31. Oktober 1927 Šaľa, Tschechoslowakei) war ein ungarischer Bautechniker. 

## Leben

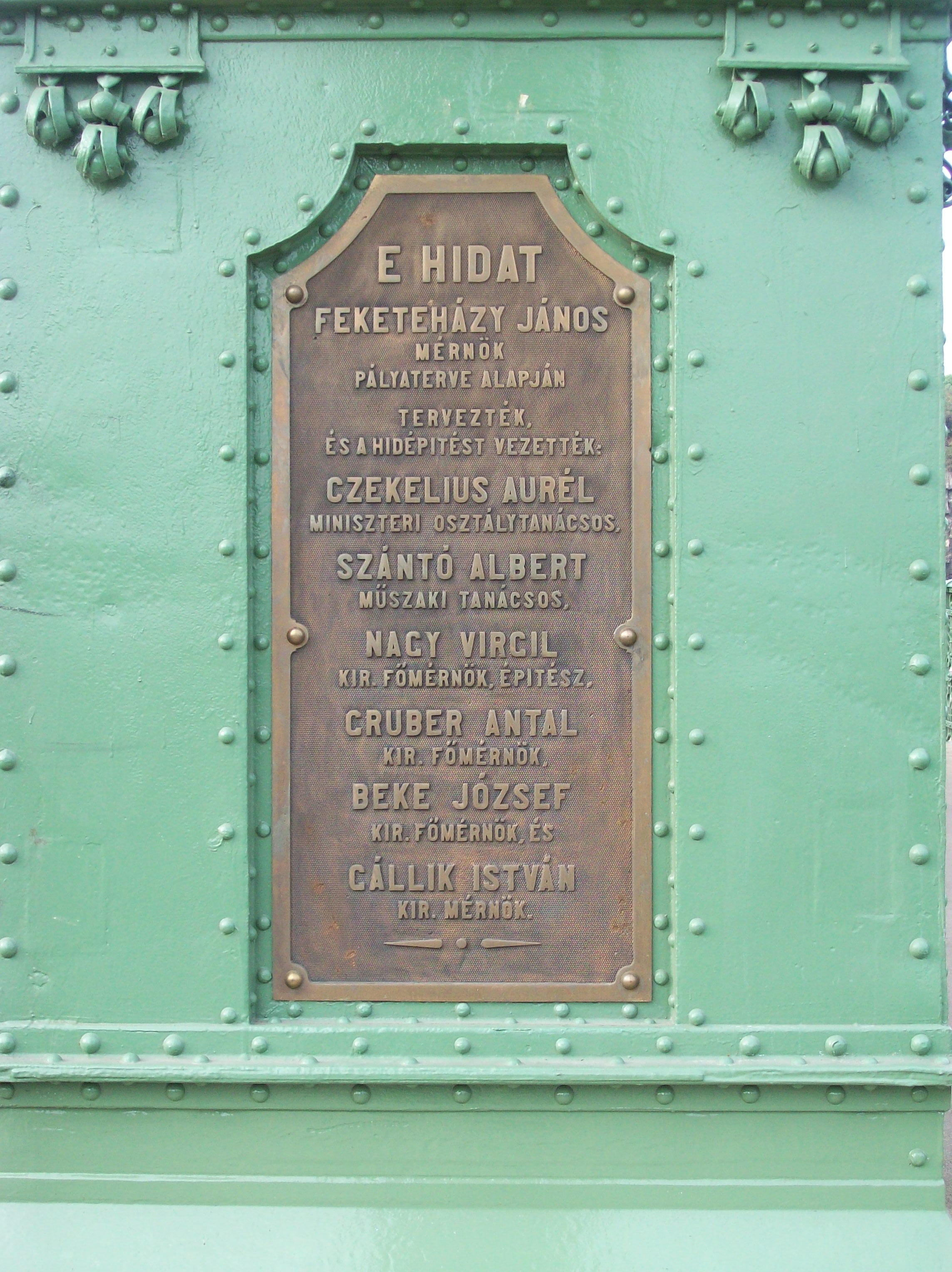
Tafel auf der Freiheitsbrücke in Budapest

Der Bahningenieur Feketeházy stammte aus Vágsellye, wo er mit fünf Geschwistern aufwuchs und die Grundschule absolvierte. Sein Vater war Tscheche und hieß ursprünglich Černohaus, der Name wurde erst später magyarisiert. Das Gymnasium absolvierte er in Tyrnau. Anschließend studierte er am Polytechnischen Institut Wien und an der ETH Zürich und erwarb dort im Jahr 1866 einen Abschluss als Ingenieur. Während seiner Praktikumszeit arbeitete er an der Planung der Stadlauer Brücke in Wien sowie des Bosporus-Kanals mit.
Nach dem Österreichisch-Ungarischen Ausgleich kehrt er nach Ungarn zurück und ging im Jahr 1873 nach Budapest. 
Im Jahr 1878 gewann er bei der Weltausstellung in Paris einen Preis für seine neuen Stahlbaumethoden bei den Donaubrücken.
In den Jahren bis 1892 war er Chefingenieur bei der ungarischen Eisenbahngesellschaft MÁV, wo er dann in Pension ging. Diese verbrachte er wieder in seiner Geburtsstadt Šaľa, wie sie in der Zwischenzeit hieß. Nach einem Unfall musste ihm ein Bein amputiert werden. Nach seinem Tod wurde er im Familiengrab bestattet.

## Werke
Feketeházy selbst ist wesentlich weniger bekannt als seine Bauten, die er in der zweiten Hälfte des 19. Jahrhunderts plante. Darunter fallen einige Donaubrücken. Sämtliche Eisenbahnbrücken der MÁV bis 1912 gehen auf seine Pläne zurück. Auch andere Bauten wie Bahnhochbauten tragen seine Handschrift. Außerhalb Ungarns ist auch seine Konstruktionsweise von Drehscheiben und wehrtechnischen Brücken verbreitet. Von seinen handschriftlichen Aufzeichnungen sind Notizen zu seinem Lebenslauf erhalten.

### Auswahl

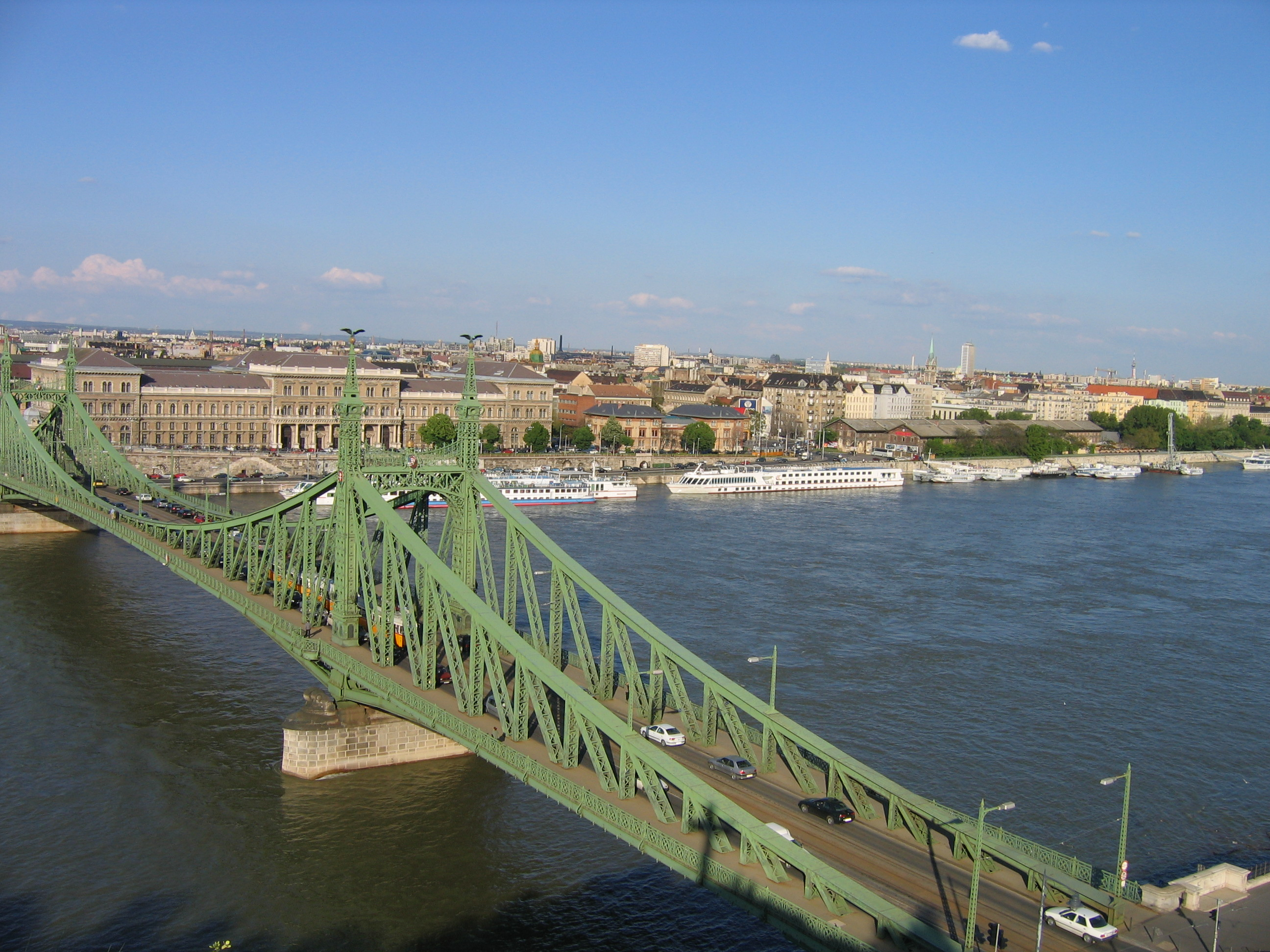
Franz-Josephs-Brücke in Budapest

- 1870–1874 – Dachkonstruktion des Hauptzollamts, der heutigen Corvinus-Universität Budapest
- 1873–1876 – Südliche Eisenbahnbrücke über die Donau in Budapest
- 1881–1883 – Straßenbrücke (Belvárosi híd) über die Theiß in Szeged
- 1884 – Dachkonstruktion der Ungarischen Staatsoper
- 1884 – Dachkonstruktion des Budapester Ostbahnhofs gemeinsam mit dem Architekten Gyula Rochlitz[2]
- 1891–1892 – Elisabethbrücke zwischen Komárom und Komárno
- 1893–1895 – Maria-Valeria-Brücke in Esztergom
- 1894–1896 – Freiheitsbrücke in Budapest, damals Franz-Josephs-Brücke
- ? – Drehbrücke in Fiume
- Eisenbahnbrücke über die Theiß in Szolnok

## Würdigung
In seiner Geburtsstadt Šaľa ist in dem nach ihm benannten Magyar Ház („Haus Ungarn“) auch ein Gedenkraum untergebracht. Am Rathaus der Stadt sind zwei Gedenktafeln angebracht. In Budapest trägt in der Nähe der Technischen Universität eine Straße seinen Namen. In Szeged wurde im Jahr 2008 eine Statue errichtet, die im Ingenieurspantheon steht.